# Clidemia plumosa
Clidemia plumosa är en tvåhjärtbladig växtart som först beskrevs av Louis Auguste Joseph Desrousseaux, och fick sitt nu gällande namn av Dc.. Clidemia plumosa ingår i släktet Clidemia och familjen Melastomataceae. Inga underarter finns listade i Catalogue of Life.